# 八八大案
八八大案，是指文化大革命期间、1966年8月中华人民共和国的一起疑案，有人从浙江杭州发匿名信，策动朱德对毛泽东发动政变。后此事并未结案，成为一宗疑案。

## 过程
1966年8月中旬，朱德乘专列从北京到兰州刘澜涛处，刚下车就收到从杭州寄发请刘澜涛转交朱德老帅的匿名信，信中要朱德以他的威望把毛泽东搞掉。朱德接信后立即调转专列赶回北京将信呈交给毛泽东。中华人民共和国公安部谢富治部长定为第一大案，因是杭州发信，邮戳日期为8月8日，所以立即派专人带来信封与部分信笺的影印件来浙江公安厅督办。浙江省公安厅由副厅长丛鹭丹负责，抽调刘德芳、谢士栩和杨宪澄一共六七人成立专案组着手侦破。此案因发信邮戳为8月8日，故称为“八八大案”。据专案组判断：
|  | 此信书写笔迹没有伪装，判断为作案者大胆妄为：语词流畅，有颜体功底，字体端正，每字小核桃般大。判断为首长秘书，全信没有一个简体字，判断作案者年龄为40岁以上。作案者信件从杭州投寄到达兰州与朱德同时到达时间十分接近，对朱德行踪如此了解，恰恰留下破绽。 |

但是浙江方面的侦破并无进展。公安厅对湖滨投邮点的大华饭店（内部高级宾馆）、民航班机、车站、饭店展开调查，毫无结果。为此浙江建议应该从北京中央警卫局内排查，从中突破。并准备派人去公安部详细汇报。公安部得知后立即表示：浙江查浙江的线索，北京的线索由上级安排……此后公安部不再了解过问浙江工作情况，对这么一起大案从此偃旗息鼓。
同年年底，浙江方面调查认为它不像是反革命案件，因警卫工作内部干部挑选严格，纪律森严，电话一律用保密机，首长不直呼姓名而用代号，专列调度也是十分严格保密的。从作案者如此了解朱德与刘澜涛之间的关系以及专列的出发和信件到达兰州的时间看，连中央警卫局一般成员也不可能了解这些警卫核心机密。很可能是用来试探的“体温计”，后因文化大革命爆发，此事成为一宗疑案。